# نیهوشوویتسه
نیهوشوویتسه (به چکی: Nihošovice) یک منطقهٔ مسکونی در جمهوری چک است که در ناحیه ستراکونیتسه واقع شده‌است. نیهوشوویتسه ۸٫۹۳ کیلومتر مربع مساحت و ۲۹۷ نفر جمعیت دارد و ۴۵۰ متر بالاتر از سطح دریا واقع شده‌است.